# 湖南科技职业学院
湖南科技职业学院位于湖南省长沙市，是湖南省一所专科大学。学校分为两个校区，雨花区校区位于井湾路784号，暮云街道校区位于中意三路花园。

## 历史
20世纪50年代，湖南省长沙市建立了“湖南省轻工业学校”、“湖南省工艺美术学校”、“湖南省第二轻工业学校”。
2001年，三所学校合并为“湖南科技职业学院”，并且升级为高等专科学院。

## 学校院系
湖南科技职业学院开设了8个系，4个部，31个专业。

### 院系

暮云街道校区足球场

- 软件技术系
- 艺术设计系
- 轻化工程系
- 陶瓷系
- 机电工程与技术系
- 电子信息工程与技术系
- 经贸商务系
- 音乐系

### 院部
- 公共课部
- 外语教学与培训部
- 体育艺术部

## 对外合作
湖南科技职业学院和爱尔兰卡洛理工学院、印度国家信息技术学院（NIIT）、印度国际信息学院（IIIT）、泰国兰实大学、新加坡南洋理工学院、津巴布韦哈拉雷理工学院、菲律宾黎刹大学建立了友好合作伙伴关系。

## 民航专业欺诈事件
早在2018年，即有学生家长反映湖南科技职业学院五年制民航专业一年学费约20,000人民币，然学生毕业后无法取得大专文凭，涉嫌欺诈学生的问题，但未能得到有效解决。2020年7月，该专业学生和家长遂前往湖南省教育厅示威，要求湖南省教育厅给予答复并妥善解决。